# Vivienne Westwood
Dame Vivienne Westwood, nata Vivienne Isabel Swire (Tintwistle, 8 aprile 1941 – Londra, 29 dicembre 2022), è stata una stilista e attivista britannica.
Oltre a essere stata insignita dalla critica musicale del titolo di Madrina del Punk, è stata inoltre attivista contro il riscaldamento globale, per l'indipendenza della Scozia, i diritti LGBT, il vegetarianismo, la moda etica, esprimendo dissenso nei confronti dei governi di Tony Blair e George W. Bush e manifestando a sostegno dei diritti di Julian Assange. Nella sua carriera ha ottenuto varie onorificenze e riconoscimenti. Nel 2005 è stata insignita del titolo di Ufficiale dell'Impero Britannico, mentre l'anno successivo diventa Dama di Commenda dell'Impero Britannico. È stata premiata cinque volte ai British Fashion Award, aggiudicandosi per ben due volte il titolo di Designer of the Year, nel 1990 e nel 1991.

## Biografia
Vivienne Isabel Swire nasce l'8 aprile 1941 a Tintwistle, un piccolo villaggio del Derbyshire, in Inghilterra, figlia di Gordon e Dora Swire. Frequenta la Groppor Grammar School. Nel 1958 la famiglia si trasferisce a Londra, dove Vivienne studia oreficeria e moda alla Harrow School of Art. Abbandonata l'università, trova lavoro e studia per diventare insegnante. Nello stesso periodo crea dei gioielli, che poi vende sulle bancarelle di Portobello Road.

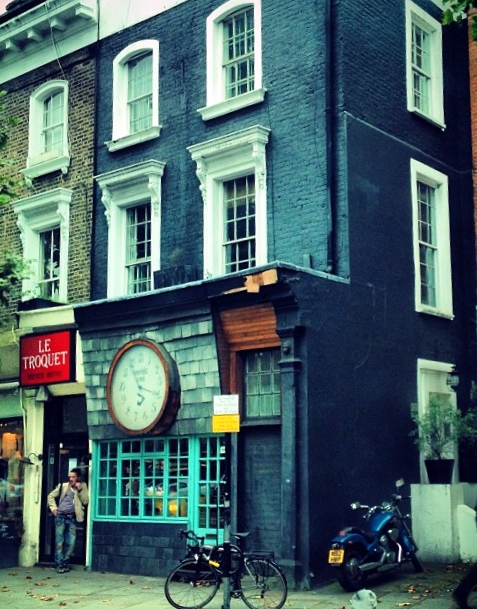
Il World's End di King's Road, a Londra

Nel 1971 la Westwood apre il suo primo negozio assieme a Malcolm McLaren, Let it Rock ("Dacci dentro"), al 430 di King's Road di Londra. Il negozio vende abiti da teddy boy, ispirati al passato, che esprimono la cultura giovanile e ribelle, proponendo indumenti neri di pelle e cerniere di impronta motociclista. La stilista, con i suoi abiti, rappresenta il momento di svolta e di rinascita della creatività inglese, usando in modo sarcastico i simboli della società britannica e la sua moda tradizionale. Il negozio in seguito cambia nome, seguendo l'evoluzione stilistica di Vivienne: nel 1972 diventa Too fast to live too young to die ("Troppo veloce per vivere, troppo giovane per morire"); nel 1974 Sex ("Sesso"), a causa dello stile sexy e feticista; successivamente Seditionaries ("Sedizionari") e, infine, World's End ("La fine del mondo"), rimasto fino ad oggi e conosciuto per la celebre insegna con l'orologio che gira al contrario. Negli anni settanta Vivienne Westwood contribuisce a creare lo stile punk, con creazioni stravaganti e provocatorie. Il suo stile diviene l'uniforme del movimento, approvato anche dagli alfieri del genere, i Sex Pistols, band creata dallo stesso McLaren, che si distinguono per il look aggressivo caratterizzato da maglioni bucati, spille, borchie, t-shirt tagliate con immagini provocatorie. I pantaloni sono decorati con catene e cinghie, inoltre il cuoio e la gomma vengono introdotti come materiali non convenzionali. La stessa Westwood è coautrice del brano Who Killed Bambi? dei Tenpole Tudor, parte della colonna sonora del film punk pseudo-biografico sui Sex Pistols stessi diretto da Julien Temple, La grande truffa del rock'n'roll (The Great Rock 'n' Roll Swindle, 1980).
La prima sfilata della Westwood a Londra è del marzo 1981, con la collezione Pirate. I suoi modelli non traggono più ispirazione soltanto dalla moda di strada e dal mondo giovanile, ma da tradizione e tecnica disegnando costumi storici. La sua ricerca, prendendo vari spunti dalla storia del costume del XVII e XVIII secolo, esplora tutte le epoche: la Westwood è la prima stilista contemporanea a riproporre con determinazione, modernizzandoli, il corsetto e il faux-cul, elementi di sartoria che sembravano ormai sepolti in un tempo lontano. Con il corsetto introduce un design che modella il corpo e valorizza i fianchi, insieme alla crinolina (struttura rigida a gabbia per dare sostegno e volume alle gonne), alle imbottiture e alle scarpe con tacchi vertiginosi. La sua ispirazione trae inoltre forza da varie influenze che le derivano dall'amore per la storia, la pittura e l'impegno sociale e politico. La collezione Pirate viene usata da musicisti di genere new romantic, noti per il loro stile ispirato all’abbigliamento maschile del diciottesimo secolo con pantaloni e camicie larghe e fronzoli, quali ad esempio Adam and the Ants e Bow Wow Wow (due tra i gruppi prodotti da McLaren dopo i Sex Pistols), o i primi Duran Duran e Spandau Ballet.

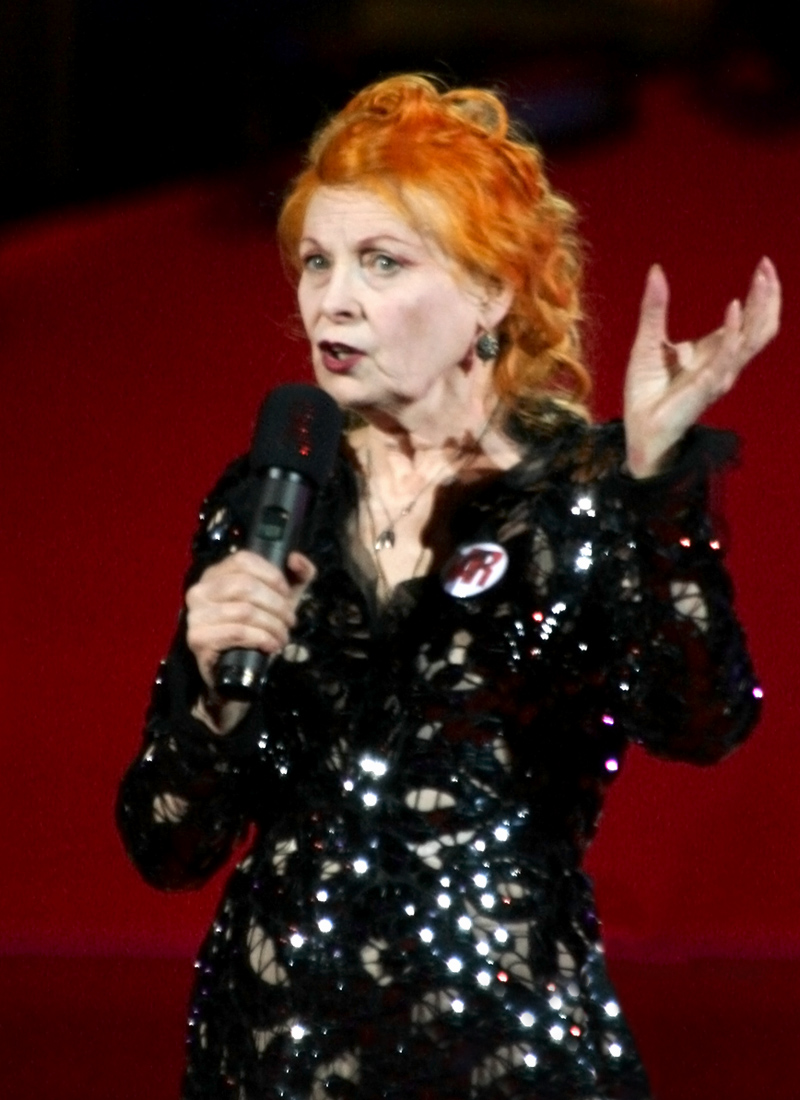
Vivienne Westwood al Life Ball di Vienna nel 2011

Dopo il successo dei modelli punk, nel 1982 crea la collezione Savage, tendente a un look tribale, con tessuti grezzi e cuciture non ridefinite. La collezione Nostalgia of Mud del 1982-1983 infrange qualsiasi regola: le ragazze indossano gonne, sottovesti, borse a tracolla per neonati, felpe con cappuccio, tessuti stropicciati e tagliati in modo rude, orientate alle culture del Terzo Mondo. Nel 1989 viene nominata docente di moda all'Accademia di arti applicate di Vienna. A Firenze, sempre in quegli anni, espone la sua prima collezione di abbigliamento maschile.
Nel 1990 e nel 1991 la stilista vince il British Fashion Award come Designer of the Year, cui faranno seguito, molti anni dopo, altre tre vittorie come Red Carpet Designer (2006), Outstanding Achievement in Fashion Design (2007) e Swarovski Award - Positive Change (2018). Con la collezione Anglomania del 1993-1994 unisce lo stile mascolino allo stile tradizionale inglese con l'uso di mini kilt, tartan scozzese, abiti e tweed. Causa poi uno scandalo usando la lingerie come abbigliamento esterno, con i reggiseni portati sopra gli abiti. Cafè Society, la collezione del 1994 esposta al Grand Hotel di Parigi, è molto stravagante e sensuale. Le modelle indossano abiti voluminosi con lunghi strascichi, il solito corpetto impettito e il plateau, un tipo di scarpa molto alta. Si ispira agli abiti sontuosi dei dipinti del pittore Jean-Antoine Watteau in taffetà di seta e senza spalline. Verso la fine degli anni novanta, la Westwood lanica una linea di profumi e crea nuovi marchi.
Nel settembre 2005 Vivienne Westwood decide di dare il suo pieno appoggio al movimento per la difesa dei diritti civili Liberty creando delle t-shirt da collezione che recano lo slogan:
In questo periodo, inoltre, alcune sue collezioni utilizzano titoli come Propaganda, Active Resistance, Active Resistance to Propaganda e testimoniano il suo forte dissenso nei confronti delle amministrazioni Blair e Bush. Manifesta inoltre a sostegno dei diritti di Julian Assange.
Presente con le sue creazioni in alcune opere cinematografiche, televisive e videoclip, firma l'abito da sposa che Carrie Bradshaw indossa nel film del 2008 diretto da Michael Patrick King, Sex and the City, essendo inoltre la maison una tra le preferite dalle quattro protagoniste della serie televisiva da cui il film è tratto. Nel 2010 la collezione Red Label, prende invece spunto dalle tappezzerie e dalle antiche case di campagna per un'eco-guerriera con un make-up molto accentuato.
Vivienne Westwood è morta il 29 dicembre 2022 all'età di 81 anni a Clapham, nel sud-ovest di Londra. Da tempo era affetta da una malattia che non aveva mai voluto rivelare.

## Vita privata
Nel 1962 sposa Derek Westwood, da cui prende il cognome, realizzando da sola il vestito per la cerimonia. La coppia ha avuto il figlio Benjamin l'anno seguente.
L'inizio della relazione con Malcolm McLaren, destinato a diventare il manager dei Sex Pistols, pone fine al suo matrimonio. Nel 1967 nasce il loro figlio Joseph.
Nel 1992 sposa un suo studente di moda, l'austriaco Andreas Kronthaler.

## Filmografia

### Attrice
- The Universe of Keith Haring, regia di Christina Clausen - documentario (2007)
- Kate! - Vom Model zur Ikone, regia di Nicola Graef - documentario TV (2011)

### Costumista

#### Cinema
- Bella e accessibile (Twenty-One), regia di Don Boyd (1990)
- Pret-a-Porter, regia di Robert Altman (1994)
- Via da Las Vegas (Leaving Las Vegas), regia di Mike Figgis (1995)
- Shadowboxer, regia di Lee Daniels (2005)
- Giuseppe Verdi's Rigoletto Story, regia di Gianfranco Fozzi - direct-to-video (2005)
- Sex and the City, regia di Michael Patrick King (2008)
- Operation Bobbi Bear - cortometraggio documentario (2014)
- Reincarnation, regia di Nadia Bedzhanova e Alexey Yurenev - cortometraggio (2016)
- Breathe, regia di David Alexander - cortometraggio (2017)
- Sorry, regia di Lewis Martin Soucy - cortometraggio direct-to-video (2018)
- The Sword of Damocles, regia di Andrew Ondrejcak - cortometraggio (2018)
- Worse Than Family, regia di Aiden Brady - cortometraggio

#### Televisione
- Worried About the Boy, regia di Julian Jarrold - film TV (2010)

#### Videoclip
- Madonna Rain, regia di Mark Romanek (1993)
- Aufgang R U Happy & Je vous aime, regia di Francois Rousseau e Andre Atangana (2021)

## Programmi televisivi
- Live from Lincoln Center - varietà (2018) - costumista
- Concerto di Capodanno di Vienna (Das Neujahrskonzert der Wiener Philharmoniker) - concerto (2014) - costumista

## Discografia

### Collaborazioni
- 2016 - Mic Righteous Dreamland, nel brano Intellectuals Unite

### Partecipazioni
- 2008 - AA.VV. Catwalk Breakdown, con il brano Concierto De Aranjuez + Vivienne Intro (con Joaquín Rodrigo)

## Brani composti
- Tenpole Tudor Who Killed Bambi
- Mic Righteous Intellectuals Unite

## Libri
- Vivienne Westwood e Ian Kelly, Vivienne Westwood, traduzione di Marilisa Pollastro, Bologna, Odoya, 2015, ISBN 978-88-6288-304-7.

## Riconoscimenti
- Bambi Award
  - 1996 - Fashion
- British Fashion Award
  - 1990 - Designer of the Year
  - 1991 - Designer of the Year[8]
  - 2006 - Red Carpet Designer
  - 2007 - Outstanding Achievement in Fashion Design
  - 2018 - Swarovski Award - Positive Change[15]
- GQ Men of the Year Award
  - 2021 - British GQ Man Of The Year - Game Changer

## Influenze culturali
- Ha riscosso molto successo negli ultimi anni, grazie alla famosa creazione del fumetto Nana, dell'autrice giapponese Ai Yazawa. Nel manga vengono rappresentati degli anelli o altra oggettistica marcata Westwood, mentre nel film live action da esso tratto, Mika Nakashima ne indossa alcuni.[24]